# 4. poprawka do Konstytucji Stanów Zjednoczonych

Rękopis Karty Praw Stanów Zjednoczonych Ameryki

4. poprawka do Konstytucji Stanów Zjednoczonych – uchwalona w ramach Karty Praw Stanów Zjednoczonych Ameryki (pierwsze dziesięć poprawek do Konstytucji Stanów Zjednoczonych), weszła w życie 15 grudnia 1791 roku.

## Treść
Treść oryginalna:

Amendment IV

 The right of the people to be secure in their persons, houses, papers, and effects, against unreasonable searches and seizures, shall not be violated, and no Warrants shall issue, but upon probable cause, supported by Oath or affirmation, and particularly describing the place to be searched, and the persons or things to be seized.

co można przetłumaczyć jako:

Poprawka IV

Prawa ludu do nietykalności osobistej, mieszkania, dokumentów i mienia nie wolno naruszać przez nieuzasadnione rewizje i zatrzymanie; nakaz w tym przedmiocie można wystawić tylko wówczas, gdy zachodzi wiarygodna przyczyna potwierdzona przysięgą lub zastępującym ją oświadczeniem. Miejsce podlegające rewizji oraz osoby i rzeczy podlegające zatrzymaniu powinny być w nakazie szczegółowo określone.